# Santo Stefano d’Aveto
Santo Stefano d'Aveto (ligur nyelven San Stêva d'Àveto vagy egyszerűen San Stê) település Olaszországban, Liguria régióban, Genova megyében. Lakosainak száma 998 fő (2023. január 1.). Santo Stefano d’Aveto Borzonasca, Ferriere, Rezzoaglio, Bedonia és Tornolo községekkel határos.

## Népesség
A település lakossága az elmúlt években az alábbi módon változott:
| Lakosok száma | 1122 | 1098 | 998  |
|               | 2017 | 2018 | 2023 |